# 総理と呼ばないで
『総理と呼ばないで』（そうりとよばないで、英題：FAREWELL, MR. PREMIER）は、1997年4月8日から6月17日まで毎週火曜日21:00 - 21:54に、フジテレビ系「火曜9時」枠で放送されていた日本のテレビドラマ。脚本は三谷幸喜。主演は田村正和。

## 概要
総理一家を中心にしたホームコメディ－、更に政治ドラマ的要素も盛り込まれている。企画の石原は「重要なのはダメな男が成長する姿を描くことで、主人公は最高権力者でさえあれば誰でもよかったが、日本のドラマであることから総理大臣に決めた」とコメントした。
また、三谷は「普段あまり知られない様な大統領の日常生活を描いたアメリカ映画」をイメージしていて、せこせこしたキャラターを演じても視聴者を不愉快にしない品位を保てることから、主演には田村正和を指名していたという。
一部の脇役を除き、登場人物には固有名詞が出てこないのも本ドラマの特徴のひとつである（下記で紹介してある登場人物はすべて肩書きのみで呼び合っている）。主要登場人物の固有名詞が作中で登場しないのは「政治を扱ったドラマで『民自党』とかが出てきた瞬間に嘘っぽくなる」として決めたものである。
三谷によるオリジナルストーリーで、舞台が日本であることを思わせる固有名詞や人物名が登場することがあるが、日本ではなくあくまで架空の国の出来事として描かれた。
主演の田村正和、西村と三谷は『古畑任三郎』以来のコンビとなった。また、田村が演じる上司に仕える部下を西村雅彦が演じるという点も『古畑』と共通しているが、本作では田村演じる上司が無能、西村演じる部下が有能という『古畑』とは逆の設定になっていて、西村は今泉とは違う有能な人物を演じるにあたり、髪の毛の量を増やして撮影に臨んだという。
放映前のテレビ雑誌によると当初は全12話放送予定であったが、1週早く第11話で終わった。
第1話の視聴率は22.6%と高視聴率であった。第2話以降数字を落としていき、第7話では1桁に落ち込むも、最終回では18.9%まで挽回している。
1997年11月19日に全4巻でVHS化以降、DVD化が実現していなかったが、2010年10月6日にポニーキャニオンからDVD-BOXが発売された。2023年からFODでの配信がスタート。

## あらすじ
疑獄事件で総理候補が根こそぎ失脚した後だったため、「汚職に無縁」という理由だけで次の選挙までの繋ぎとして首相を引き受けることになった内閣総理大臣。
総理は無能な上に、ワガママで気まぐれ・意地っ張りかつ短気な性格であることから、国民や内閣府のメンバーからも人気が無く、マスコミも何かにつけて「総理の発言のアラ探し」をして批判するなど、内閣支持率は歴代最低の1.8％まで落ちていた。
そんな中、官房長官が辞任してしまった事から後任を決めなければならない事態に直面してしまい、首席秘書官に相談するも名案は出なかった 。あまりの支持率の低さから、内閣不信任決議が提出されれば可決されそうな危機に迫った。
人材不足もあり、フレッシュな話題性により支持率を上げようと考えた総理は、娘の家庭教師として挨拶にきた「政治学を専攻する24歳の大学院生」を官房長官として任命してしまう。だが、場当たり的な政策だと言われてほとんど抜擢した効果がなかったことから、総理は周囲に当たり散らす。
総理をはじめ政権スタッフは、何としてでも「歴代最短内閣という汚名を避ける」ために奮闘していく。

## 登場人物

### 現政権
内閣総理大臣(52) - 田村正和
史上最悪の内閣総理大臣。支持率は5%を下回り、第一話時点の電話調査では1.8％、最終的に0.05％まで落ちる。(この0.05%の支持者も、路上で1000人を対象に調査したところ支持者が0人だったため、急遽対象を2000人に増やしてようやく1人(内閣官房政務副長官）を発見したというもの。)
汚職事件で総理候補が根こそぎ失脚したため、汚職に無縁という理由で総理大臣に選ばれた。(実際は企業に相手にされていなかっただけ）
総理大臣としての目標は「歴代内閣の最短期間記録を超えること」。父親も国会議員であり、世襲議員である。政治家としては無能で、家族や部下含め国民から嫌われている。性格はワガママ・意地っ張り・気分屋であり、スケールが小さい。漢字の読み間違いも多い。
しかし、各回で総理の素直さや、家族、部下を気遣う面が描かれており、悪人として話が進むのではなく、回が進むに従って総理大臣としての自覚と成長を見せていく。
離婚しており、その際に儲けた娘が1人いる。
内閣官房長官(24) - 筒井道隆
政治学を勉強する大学院生。実際の政治には関心がなく、直近数年の選挙には行っていない。銀行の掲示板に掲載した、家庭教師としての働き口を探す張り紙を首席秘書官が見かけたことをきっかけに、総理の娘の家庭教師を依頼される。家庭教師の面接のために官邸を訪問した際、話題性のために成り行きで官房長官に就任させられる。
元来政治家でないため、政界の人間には浮かばない考え方をするが、言動は青臭く不正を嫌い、正論を吐くため、周囲からは煙たがられることが多い。
最終的には持論を曲げなかったために、官房長官を罷免される。
副総理 - 藤村俊二
普段はほとんど眠っているが、有事になると活発に仕事に取り組む好々爺とした人物。また時折わざと眠ったふりをして、助け舟を出す場面もある。誰に対しても穏やかな態度で接し、総理からの信頼も厚い。
不人気内閣で人手不足のため外務大臣と農林水産大臣も兼任しているが、基本的に副総理と呼ばれ、本人も兼任していることを忘れかけている。老齢のため、副総理就任前は引退も考えていたが、総理の人間性に賭けるつもりで引き受けた。
「ぼんくら副総理」を自認しているが、「人を見る目だけは確か」と語る。普段は呑気で失敗をすることもあるが、総理や官房長官には時々助言をし、それが重要なアドバイスになることがある。
総理とは同郷で、総理のことは彼の父親が現役の時代から知っている。
首席補佐官 - 小林勝也
補佐官という役職が正式なポストではないため、正確には総理の秘書。
強面で声が大きく、空回りしがち。トラブルのきっかけになりやすく、総理の足を引っ張ることがある。総理の父親の代から秘書として仕えており、総理令嬢のことも幼い頃からよく知っている。総理にはとても忠実で、彼のことはどこまでも支持する男だが、それが災いして退陣のきっかけを作った張本人となってしまう。
内閣官房事務副長官 - 仲本工事
全国官僚のトップ。冷静かつ冷徹な判断や提案をするものの、結局は総理や取り巻きのペースに乗せられてしまうことがある。聞かれた質問に対しては常に正確なデータを返してくる。「自分たち官僚が国を動かしている」という自負がある一方、そのことには懐疑的な考えを持っている。
内閣官房政務副長官 - 田山涼成
「良いところは視力だけ」という無能副長官（右目2.0、左目2.3）。
副長官である自分を差し置いてポストに就いた官房長官のことを快く思っていない。先述の通り、支持率調査にたまたま遭遇し、調査の中で「総理を支持する」と答えた唯一の人物。
序盤、官房長官のポストが空席の際、官邸のメンバーは候補者探しに奔走していたが、彼自身は候補に入れてもらえなかった。青年官房長官の罷免によって、数日だけ官房長官の椅子を手に入れることができたが、肩書き入りの名刺ができた当日に内閣総辞職が確実になってしまった。
子供が3人おり(長男、長女、次女)、自らの母親は他界している。
内閣官房首席参事官 - 青柳文太郎
内閣官房の事務的な仕事を担う参事官。穏やかな性格で、周囲に優しく接する。汗かきなため、常にハンカチで顔を拭っている。
官房長官が罷免されて官邸を去る際には、「内閣官房」の文字が彫られた筆記用具一式を記念にプレゼントする気配りを見せる。

### 秘書官・スタッフ
首席秘書官 - 西村雅彦
年齢は42歳で、東大卒業。現内閣を支える首相秘書官。この内閣を動かしている実質的な人間ともいえる人物。総理の無能さや小物ぶりには呆れる面もある一方で、総理の素直な一面も理解しており、総理の失態のカバーや支持率のアップに奔走する。総理夫人に淡い恋心を抱き、総理夫人となる以前からおっかけ的なことをしていた節がある。(総理就任以前の植樹祭で着ていた服の話を持ち出したことがある。)秘書係主任から想いを寄せられており、最終回では自らが所望していた炊飯器をプレゼントされ、親睦が深まる場面も見られた。総理の推薦によって、補佐官に紹介されていた芸能事務所のマネージャーという仕事があったものの、引き続き新総理の下でも首席秘書官を務めることになる。
官邸事務所秘書係主任 - 戸田恵子
首席秘書官と共に実際的に内閣を支える人物。総理夫人の学生時代の先輩であり、彼女に対して憎まれ口をたたくこともあるが、基本的に総理一家には忠実。首席秘書官に想いを抱いている。過去に児童劇団に所属していた経験から、総理と語ろうのパーティーでは欠席者の穴埋めのために児童劇団の子供を手配した。世界各国の語学に堪能で通訳も担当している。
事務秘書官 - 郷田ほづみ
総理官邸のメンバーではあるが、大蔵省からの出向であり、当初は総理に対して特段思い入れがあるわけではなかったが、回を重ねるごとに親近感を持つようになる。内閣のメンバーに対しては度々嫌味を言っており、官房長官のことは「正論坊や」と呼んだこともある。記者の知り合いがおり、報道・通信関係の業務を行っている。
事務員 - 相沢友子
おとなしめの女性事務員。表情に乏しいが、職務には忠実。
キャップ - 二瓶正也
SPのキャップ。現在の総理まで8名の総理に仕えた経験があり、当初は総理のことを嫌っていたが、最終的には総理に仕えられたことに誇りを感じるようになる。職務には忠実で、総理及び総理一家を守るために日々奔走する。孫がおり、将来大きくなったら総理のことを自慢したいと語る。加齢を理由に総理の退陣とともに退職した。

### 家族・使用人
総理夫人 - 鈴木保奈美
年齢は33歳。わがままな史上最悪のファーストレディ。使用人たちからは「お嬢様」「変わった方」という見方をされる。秘書係主任の学生時代の後輩。浮気相手が50代だったことから官邸事務所秘書係主任に「オヤジ好き」と言われる。自由奔放で、周囲を振り回すような振舞いをするものの、実際は誰からも気にかけてもらえないという寂しさを感じていた。総理とは口を利かなかった時期もあったが、浮気をして家出をした際の総理の行動に打たれ、夫婦仲は改善された。
総理令嬢 - 佐藤藍子
19歳の浪人生。総理とその前妻との間に生まれ、総理夫人との血縁関係はない。快活な性格で、総理一家の中では一番の常識人と使用人たちからは言われる。大学に行く気はなく、女優を志しており、劇団「へろへろ共和国」に所属して練習に打ち込むが、総理は快く思っていない。劇団での芸名は「白雪アントワネット」。劇団の座長と交際しており、同棲も検討していた。総理が退陣して地元に帰る際に一人暮らしをする許可をもらい、最終的には女優を目指すことを許された。
メイド - 鶴田真由
年齢は25歳。人手不足の中、使用人頭の「妹の連れ合いの母親の友達のお嬢さんの幼馴染」として見つけてきたメイド。天然でおっとりした性格で、たびたびお皿を割ってしまうなど、お転婆な面がある。一時期総理に目を付けられ、セクハラを受けそうになるも、新聞雑誌にスキャンダルとして取り上げられて以来そのようなことはされなくなった。家出をした総理夫人に代わって成りすまして外国大使夫妻の相手をすることになり、その天真爛漫さが気に入られ、外交関係の改善に貢献した。
官邸使用人頭 - 小松政夫
常に丁寧な口調で喋る。使用人達を統率し、総理一家のこともよく理解している。総理から意見を求められたときは「私には分かりかねます、総理」と答えることにしている。昔、バンドをやっていたことから総理にマラカスを教えたことがある。
賄いさん - 松金よね子
傍観者的立場だが詮索好きで、よく愚痴をこぼしている。相手が誰であっても、遠慮なしに強気でものを言う。厚化粧で、総理と口論になった際に「頬紅が濃い」と指摘された。過去にガールスカウトで団長をしていた経験がある。得意料理はサツマイモの天ぷら。
世話人 - 篠井英介
総理のスタイリスト兼一家の世話役。総理家族とは付き合いも長く、いいように使われてしまうこともあるが、基本に総理一家には忠実。飛行機が苦手。

### 政治家
新総理 - 唐沢寿明
総理の後任として総理大臣に就任した、新内閣の若きリーダー。前総理のことを軽蔑している。クレバーな性格のように見られるが、官房長官が就任当初に思い付いた「ファックス目安箱」の構想を得意げに披露し、引き継ぎのために官邸を訪れていた前官房長官に「それ、みんなやってるんですよね」と水を差される。
国対委員長 - 佐々木勝彦
国民の人気が高いことから官房長官の後任を要請されたが、内閣の支持率が低いことやなどを理由に拒否する。就任要請当初、現内閣に不信任案が提出されていたため、可決前に総辞職すべきだと主張した。しかしその後の官邸記者クラブ主催のゴルフコンペに参加している。
前官房長官 - 森富士夫
暴漢が総理夫人を襲おうとしたのを庇ったために怪我をして入院し、官房長官を辞任。怪我は大したことなかったが、沈みかけの内閣に巻き込まれないように入院を長引かせて逃げた。
総務課長 - 近藤芳正
公園の公衆電話で電話をかけていたところ、電話を使わせるよう総理に迫られるも拒否。総理に勝手に電話を切られて激怒する。

### マスコミ
TVディレクター - 市川勇
総理の要請で、支持率アップのためのやらせ番組を撮らされる。
アナウンサー - 星野有香
やらせ番組で、総理一家へのインタビューを担当するアナウンサー。朝の情報番組にレギュラー出演している。
タブロイド紙記者 - 灰崎武浩
メイドが総理夫人の代役を務めていたところを隠し撮りし、ネガを1500万円で買い取るよう要求する。しかしその裏には隠された真の意図があり、首席補佐官が対応した結果、総理の退陣の直接の引き金となった。総理の退陣会見を聞き、政治家はみな腹黒いという考えを改めた。

### その他
画伯 - 小林隆
ここ10年歴代の総理の肖像画を描く画家。タッチを変えてみたり、首席秘書官から注文が入って何度も書き直すが、なかなか完成しない。
上記の事情により絵の完成には時間がかかることが多く、結局総理の絵を在任期間中に完成させることはできなかった。
冒険家 - 内藤剛志
たらい（ラフレシア号）で太平洋を横断し、首席秘書官の提案で名誉国民賞を贈られるが、途中漁船に引っ張ってもらっていたことが発覚し、最終的に名誉国民賞を辞退した。
劇団へろへろ共和国座長 - 小原雅人
総理令嬢の恋人。独特の口調と考え方の持ち主で、話を聞く人間を次々と嫌な気持ちにさせてしまう。総理から「娘に手を出したら殺す」と脅された。
間男 - 風間杜夫
総理夫人の不倫相手。しかし相手が総理夫人ということは知らず、ただの金を持っていそうな有閑マダムと思って近づいた。俳句が趣味。開店休業中の会社経営者だが、総理夫人にはエリートビジネスマンだと名乗っている。ビジネスで失敗した友人を救うためという名目で総理夫人に間接的に金を要求した。不倫がばれた際には、内閣の面々に散々脅され(木星に飛ばす等)、総理に念書を書かされる。
噺家 - 三遊亭楽麻呂
真打に昇進したばかりの、無名の落語家。総理のパーティに呼ばれる。

## スタッフ
- 脚本 : 三谷幸喜
- 演出 : 鈴木雅之、河野圭太、平野眞
- 音楽 : 服部隆之
- 撮影 : 川田正幸
- 演出補 : 宇田川尚良、村谷嘉則、田中峯彌
- スケジュール : 谷口和彦
- 記録 : 奥康代、山本明美
- 企画 : 石原隆、小川泰
- プロデューサー : 関口静夫

## 放送日程
| 各話                                                      | 放送日        | サブタイトル     | 視聴率 | 演出     |
| --------------------------------------------------------- | ------------- | ---------------- | ------ | -------- |
| 第1話                                                     | 1997年4月8日  | 史上最低の男     | 22.6%  | 鈴木雅之 |
| 第2話                                                     | 1997年4月15日 | 陰気なパーティー | 20.8%  | 河野圭太 |
| 第3話                                                     | 1997年4月22日 | カニを食う男     | 14.3%  | 鈴木雅之 |
| 第4話                                                     | 1997年4月29日 | ヘルメットの首相 | 14.2%  | 河野圭太 |
| 第5話                                                     | 1997年5月6日  | うそつき         | 12.0%  | 平野眞   |
| 第6話                                                     | 1997年5月13日 | 総理夫人の恋人   | 11.0%  | 鈴木雅之 |
| 第7話                                                     | 1997年5月20日 | 愛と哀しみの果て | 9.3%   | 河野圭太 |
| 第8話                                                     | 1997年5月27日 | カラオケの総理   | 10.7%  | 平野眞   |
| 第9話                                                     | 1997年6月3日  | 罠にはまった総理 | 10.4%  | 鈴木雅之 |
| 第10話                                                    | 1997年6月10日 | 総辞職           | 13.8%  | 河野圭太 |
| 最終話                                                    | 1997年6月17日 | 君たちを忘れない | 18.9%  | 鈴木雅之 |
| 平均視聴率14.4%（視聴率は関東地区・ビデオリサーチ社調べ） |               |                  |        |          |

- 初回は21:00 - 22:24の30分拡大で放送。

## その他
- オープンングテーマも含め、アメリカのドラマである『ザ・ホワイトハウス』としばしば比較されるが、同作品は1999年より放送が始まった作品（日本では2002年より）であり、本作のほうが先に製作されたものである[11]。
- スカンジナビア四国の一つと称しノルウェー海に浮かぶ島国ドレスカデン王国が登場するが、実在しない。筋金入りの社会主義国フリドニア、メイドと仲の良い大使夫人の国スモジランド王国も、共に架空国である。劇中に登場する実在国はアメリカとスペインである。またドレスカデン王国は、『古畑任三郎』の「すべて閣下の仕業」で黛大使に勲章を授与した国として登場する。
- 劇中に古畑任三郎第一シリーズのエピソード「殺人公開放送」のBGMが一部使用された。他にCX系ドラマ「HERO」でも使用されている。
- 声優・舞台女優として長く活動してきた戸田恵子の連続ドラマデビュー作でもある。その後、戸田は数多くのドラマにレギュラー格で出演し続けている[12][13]。
- 主演の田村はこの作品の番宣を兼ねて、基本的に出演しないバラエティ番組の特番「ザッツお台場エンターテイメント!」へ出演した。